# Wolf Bracka

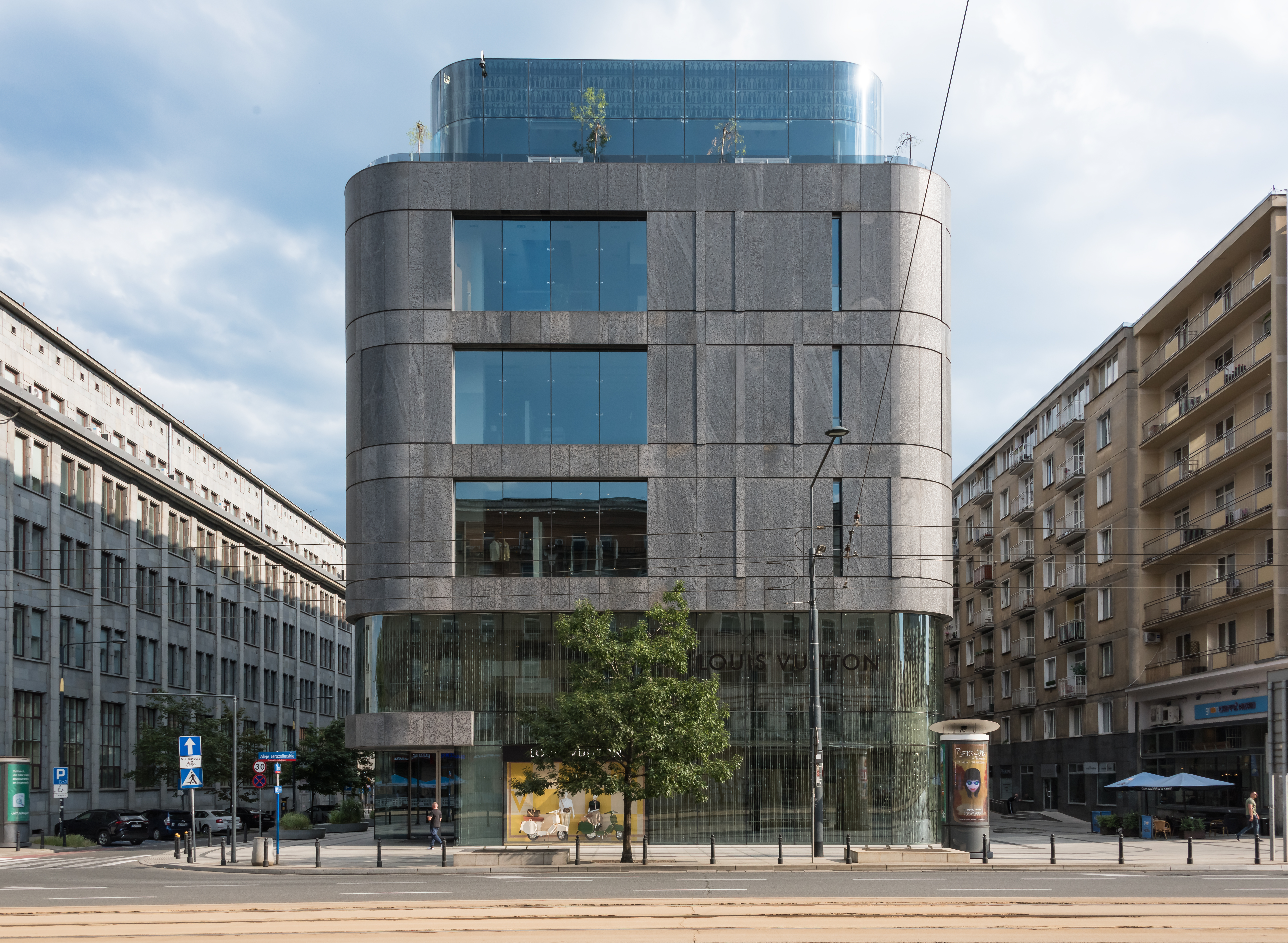
Wolf Bracka an den Aleje Jerozolimskie, etwa vom Kinderwarenhaus Dom Towarowy Smyk aus gesehen

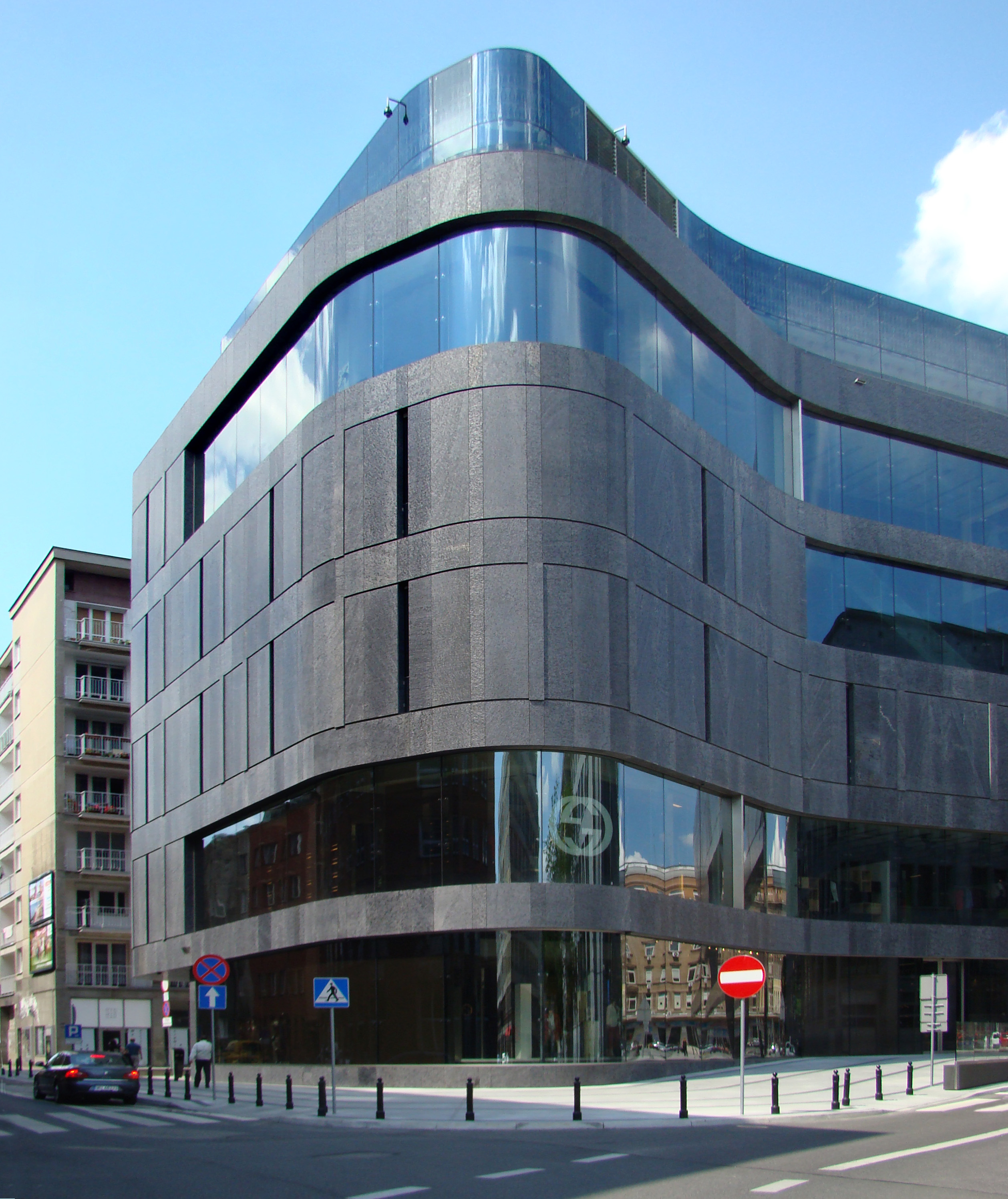
Das Luxuskaufhaus an der Kreuzung ul. Nowogrodzka und ul. Bracka. Hier befindet sich der Eingang zum Modehaus Vitkac

Wolf Bracka ist ein 2011 eröffnetes Kaufhausgebäude in der Warschauer Innenstadt zwischen den Aleje Jerozolimskie und der Ulica Nowogrodzka, entlang der namensgebenden Ulica Bracka. Investor war die Wolf Immobilien S.A., an der die Krakauer Unternehmerfamilie Likus beteiligt ist. Das Architekturbüro Kuryłowicz & Associates entwarf das Objekt. Als Erstmieter befindet sich das Luxuskaufhaus Vitkac (Eigenschreibweise: „vitkAc“) in dem Gebäude. Wolf Bracka wird als erstes modernes Kaufhaus Polens bezeichnet.

## Geschichte
Das Gebäude wurde anstelle des 1960 nach einem Entwurf von Jan Bogusławski und Bohdan Gniewiewski errichteten, modernistischen Pawilon chemii (deutsch etwa: Pavillon der Reinigungsmittel) errichtet. Der Pavillon wurde dazu im Jahr 2008 abgerissen, was im Vorfeld zu heftigen Auseinandersetzungen führte, da er auf einer Liste von Kulturgütern der Gegenwart geführt wurde, die die Warschauer Niederlassung der polnischen Architektenkammer (Stowarzyszenie Architektów Polskich SARP) erstellt hatte. Ebenso protestierten Anwohner, da das neue, höhere Gebäude deren Wohnungen zu verschatten drohte. Der Beginn der Bauarbeiten verzögerte sich aufgrund der Proteste erheblich. Das polnische Manager Magazin schrieb in seiner Januarausgabe 2009, dass polnische Banken aufgrund der weltweiten Immobilienkrise vereinbarte Investitionskredite zurückhalten und damit den Bau verzögern würden; die Zeitschrift musste diese Behauptung später dementieren.
Die Bauarbeiten begann schließlich im Jahr 2008 und wurden 2011 abgeschlossen. Das Kaufhaus erreicht mit seinen sechs oberirdischen Geschossen eine Höhe von 31 Metern. Es verfügt außerdem über ein 4-geschossige Tiefgarage für 187 Fahrzeuge. Die Gesamtfläche beträgt 25.199 Quadratmeter, davon entfallen 11.838 Quadratmeter auf die Handelsflächen. Die Fassade und das Innere wurden mit Materialien wie Granit, Edelstahl, Sichtbeton, exotischem Holz und Quarzelementen ausgestattet. Das Gebäude verfügt über drei Personen- und einen Lastenaufzug von ThyssenKrupp. Die Fassade wird von dem grauen Granit und dunkel getönten Fenstern dominiert, wodurch das Objekt eine düster-wuchtige und fast festungsartige Ausstrahlung erhält.
Im Gebäude befinden sich neben Modeboutiquen auch ein Restaurant, ein Delikatessen-Supermarkt sowie eine luxuriöse Spa-Anlage. Viele der exklusiven Markengeschäfte im Kaufhaus sind die ersten Verkaufsstellen dieser Hersteller in Polen. Zu den vertretenen Marken gehören:
| - Yves Saint Laurent - Gucci - Bottega Veneta - Giorgio Armani - Lanvin - Diesel - Stella McCartney - Rick Owens - Ann Demeulemeester | - Balmain - John Galliano - Martin Margiela - Gianfranco Ferré - Michael Kors - Givenchy - Balenciaga - Brioni - Dolce & Gabbana | - Paul Smith - Dries van Noten - Jil Sander - Chloé - Jimmy Choo - Celine - Marc Jacobs - Alexander McQueen |